# Ornithogalum regale
Ornithogalum regale là một loài thực vật có hoa trong họ Măng tây. Loài này được (Hilliard & B.L.Burtt) J.C.Manning & Goldblatt mô tả khoa học đầu tiên năm 2003.